# 神ひろし (俳優)
神 ひろし（じん ひろし）は、日本の俳優、ダンサー、歌手、演出家、振付師、Amazon Kindle作家。妹尾（SEO）プロダクション、J.28スタジオ&神ひろし企画オフィス所属。本名は神 弘。
関西学院大学卒。劇団四季出身。日本ジャズダンス芸術協会・日本振付家協会理事。日本ダンスセルフ自己整体協会代表理事。

## 出演作品

### テレビドラマ
- 特別機動捜査隊（NET）
  - 第626話「女のみち」（1973年）
  - 第695話「現代母親教育論」（1975年）
  - 第785話「暴走時代」（1976年）
- イナズマンF（1974年、NET）
  - 第3話「水爆500発!! 地底大戦争!」 - 秋元
  - 第12話「幻影都市デスパー・シティ」 - 村野ヨシオ
- 高校教師 第21話「あの娘は教室で死んだ」（1974年、12ch / 東宝）
- 座頭市物語 第26話「ひとり旅」（1975年、CX）
- Gメン'75（TBS）
  - 第71話「刑事の女体受託収賄事件」（1976年）
  - 第226話「電話魔」（1979年） - 強盗殺人犯
- この世の花（1977年、NTV）
- 仮面ライダー（新） 第8話「ムカデンジンの罠 謎の手術室」（1979年、MBS） - 進堂誠（ムカデンジン人間態）※「神弘」名義
- 大空港 第58話「慟哭する加賀警視 たとえ花びらは散っても!」（1979年、CX / 松竹）
- ザ・スーパーガール 第47話「夜の課外授業 危険を売る少女」（1980年、12ch）
- 大河ドラマ / 獅子の時代（1980年、NHK） - 馮宗棠
- 特捜最前線 第147話「殉職II・帰らざる笑顔!」（1980年、ANB）
- 西部警察 PART-III 第64話「14年目の賭け」（1984年、ANB / 石原プロ） - 古賀祥一
- 春日八郎物語（1993年、TX）※神ひろしミュージカルカンパニーとして出演

### テレビ番組
- 5時に夢中!（TOKYO MX）

### 舞台
- ギリシャ悲劇「王女メディア」
- ハムレット
- ミュージカル転生 - 主演、台本
- エジプトの王子 - 台本
- 春の雪 - 台本
- モーリス - 台本
- どろろ（1996年） - 主演：百鬼丸、台本
- 金閣寺
- マクベス - 主演：マクベス夫人
- サロメ - 主演：サロメ
- ニジンスキー - 主演：ニジンスキー

### 新聞
- デイリー・ミラー

## 振付・演出

### テレビ
- 静かなるドン（1994年 - 1995年、NTV）
- ガラスの仮面（1997年、ANB）
- 弟（2004年、EX）

### 舞台
- ベリーダンス版ロミオとジュリエット
- ベリーダンス版オンディーヌ
- J-BOYSディナーショウ
- 東京・ECOパレード2004
- 大江戸400年祭2003
- イタリア・ベネツイア仮面音楽祭
- 自衛隊音楽祭 in 武道館
- 不思議の国のアリス
- バレエ白鳥の湖

### ビデオ・DVD
- 氷川きよし きよしのズンドコ節
- ケロヨンのぼうけん

### その他
- J・Dance東京Collection Vol5
- J-BOYS ショー

## ダンス指導
- J28スタジオ ディスコダンス、バーレスクダンス
- 東急セミナーBE青葉台校 ディスコダンス
- DAM倶楽部（第一興商） ベリーダンス、日本舞踊自己整体
- チャコット・スカイコーポレーション ジャズダンス

## セミナー
- 日本通運「自分ブランド」育成セミナー・癒し系・心と身体のダンス・セミナー・ビジネス系・セミナー・女性専用・モテる外見力セミナー
- 「動画外見力」セミナー

## 著書
- 神ひろしのスピリチュアルダンス（1998年、たま出版）
- 神ひろしミュージカル戯曲集『いちご白書・Never Stop!〜フォークで綴るミュージカルグラフィティ〜』（2013年）
- 神ひろしのディスコダンスシリーズ Vol.1『ベーシック・ディスコ』（2014年）
- 神ひろしのディスコダンスシリーズVol.2『セクシー・ディスコ』・7つの基本Sexyステップで踊れる!（2014年）
- 神ひろしミュージカル戯曲集『巷に雨の降る如く』（2014年）
- 日本ダンサーズ名鑑・Japanese dancers[Dancing2]写真集（2014年）
- 日本ダンサーズ名鑑2Japanese dancersかわらさきけんじ作品『Three』 日本ダンサーズ名鑑 Japanese dancers（2014年）
- 神ひろし「メディア」写真集・Cross-gender Japanese performer Hiroshi Jin” Medea”Photo collection 日本ダンサーズ名鑑・Japanese Dancers（2014年）
- 写真の撮られ方がわかる・ダンサー俳優 『神ひろしPostCard集』 日本ダンサーズ名鑑（2014年）
- 気づきの言葉が拓く・神ひろしメッセージ写真集『Home・我が家〜運命は自分の手で変えられる〜』 日本ダンサーズ名鑑・Japanese dancer Photo Collection（2014年）
- 写真と文章で綴る・神ひろし初のBL〜ボーイズ〜ラブ・フォトノベル（写真小説）『陽炎〜J-Boys Erotica〜』 神ひろしフォトノベル（写真小説）（2014年）
- ダンサー俳優 神ひろしの「好きなダンスでダイエツト」 ★〜身体は変えられる〜 好きなダンスでダイエット（2014年）
- 神ひろし初のBL〜ボーイズラブ〜戯曲集 「ある引きこもりゲイの告白」（一幕もの全4景の一人芝居） 神ひろしBLラブ〜ボーイズラブ〜戯曲集（2014年）
- 神ひろしのスピリチュアルミュージカル「転生〜僕は前世を覚えている〜」 神ひろしスピリチュアルミュージカル（2014年）
- 神ひろしミュージカル戯曲 「絵士舞人（エジプト）の王子〜まるで映画かお芝居のように〜」 神ひろしのスピリチュアルミュージカル（2014年）
- 神ひろしミュージカル「春の雪〜アンドロジーナス狂想曲・母親達の鎮魂歌」 神ひろしスピリチュアルミュージカル（2014年）
- かわらさきけんじ作品『Dream・ドリーム』・ダンサー達の祭典”Dancing2”写真集 日本ダンサーズ名鑑Japanese dancers（2014年）
- ダンサー達の祭典"Dancing2"写真集『パッション』 日本ダンサーズ名鑑Japanese dancers（2014年）
- たった3ケ月で18本の電子本を出した神ひろしの《3つの動画で教える集客の為の簡単「写真集」の作り方》（Kindle Comic Creator の使い方）（2014年）
- ダンスダイエットが話題! 神ひろしの『J28 スタジオ』インストラクター写真集 日本ダンサーズ名鑑・Japanese Dancers（2014年）
- ダンス・ダイエットで話題・『J28スタジオ』インストラクター写真集No.2 ”ETOKO” 日本ダンサーズ名鑑・Japanese Dancers（2014年）
- ダンス・ダイエットで話題『J28スタジオ』インストラクター写真集No.3 ”Hiro” 日本ダンサーズ名鑑・Japanese Dancers（2014年）
- 神ひろしミュージカル戯曲『ザ・パッション - 秋の日のヴィオロンのためいきの -』 神ひろしのスピリチュアルミュージカル（2014年）
- 水中バレエ団 近藤怜子・神ひろしのプライベイト・メモリー 写真集 日本ダンサーズ名鑑・Japanese Dancers（2014年）
- かわらさきけんじ・カンパニーEAST写真集〜世界で活躍・東京の舞踊演劇団〜 日本ダンサーズ名鑑・Japanese Dancers（2014年）
- 神ひろしミュージカル戯曲『ボクのかぐや姫 - 竹取物語異聞・ヒルアンドンの夢日記 -』（2014年）
- 神ひろしミュージカル戯曲『ストリッパー物語』★J-BOYSで出会ったストリッパーの実話に基づくミュージカルフィクション★（2014年）
- 男性ダンサーSexyユニット”J-BOYS”写真集 日本ダンサーズ名鑑・Japanese Dancers（2014年）
- ダンスダイエット J28スタジオ・インストラクター on “Dancing2”写真集（神ひろし総指揮） 日本ダンサーズ名鑑Japanese dancers（2014年）
- 神ひろしの『若返りジャズダンス』 - PC筋&骨盤底筋を鍛えてアンチエイジング- アンチエイジングダンス（2014年）
- 神ひろしミュージカル戯曲集『浦島伝説・愛の詩』 神ひろしのスピリチュアルミュージカル（2014年）
- 神ひろしミュージカル戯曲集『神版・西遊記』 神ひろしのスピリチュアルミュージカル（2014年）
- 神ひろし（新宿J28スタジオ）の 『身体に負担を掛けないヘッドバンキング（2014年）
- 『神ひろしSHOW〜一人ぼっちの奮闘記〜』: 写真と文章で綴る神ひろし初のエッセイ集（2014年）
- 現代女形 神ひろしSHOW写真集Vol1”HIRO” 現代女形神ひろしSHOW写真集（2014年）
- 現代女形神ひろしSHOW写真集Vol2”HIROと仲間達”（2014年）
- 現代女形神ひろしSHOW写真集Vol3”HIRO2”（2014年）
- 現代女形神ひろしSHOW写真集Vol4”HIRO3金髪ファッション写真集”（2015年）
- 現代女形神ひろしSHOW写真集Vol5”HIRO4” - HIRO 七色変化チャームポイント表情 写真（2015年）
- 神ひろしSHOW写真集Vol6”HIRO5”・HIRO コスプレ・金髪ヒール写真集（2016年）
- 神ひろしSHOW写真集Vol7”HIRO6”・HIRO コスプレ・金髪ヒール写真集2（2016年）
- 現代女形神ひろしSHOW写真集Vol8”HIRO7”- HIRO 七変化〜しちへんげ〜コスプレ 写真集 -（2016年）
- 現代女形神ひろし・コスプレ写真集9”HIRO七変化”2017（2018年）
- 神ひろしの「おチャレンジャー 変身力」- お茶とオシャレとチャレンジャー精神で豊かな人生を手に入れる -: ★会社は貴方を救わない!!★ おチャレンジャーシリーズ（2018年）
- 神ひろしの「おチャレンジャー・オーラ力」 ★6つの方法で誰でもできるモテ引き寄せ術★ : 会社は貴方を救わない!! おチャレンジャー・シリーズ（2018年）
- 神ひろしの「おチャレンジャー・夢力・ダイエット」 ★3つの方法で誰でもできる★: - モテる貴方は会社にとって極悪人!? - おチャレンジャー・シリーズ（2018年）
- 神ひろしの「おチャレンジャー・《カラオケ》力」 ★願いがかなう・歌ウマになる6つの秘密★: - あんたが主役!! - おチャレンジャー・シリーズ（2018年）
- 神ひろしの「おチャレンジャー・《カラオケ》力・2」 ★稽古なしで歌やカラオケがうまくなる25の方法★: - あんたが主役!! -  おチャレンジャー・シリーズ（2018年）
- 神ひろしの「おチャレンジャー・《カラオケ》力・3」★魅惑の七色の声をつくる25の方法★検証! 歌うまになる都市伝説?! ★: - あんたが主役!! - おチャレンジャー・シリーズ（2018年）
- 神ひろしの「パフォーマーの為の一人起業・ツール編」: -歌とダンスの幸せ劇場「J28」づくり奮闘記- ★12ツールが貴方を救う・貴方も出来る一人ライブ! 音のお悩み7ツールと動画5ツール★（2019年）
- 神速-ジンソク-『カラケケ力』: 最短距離で歌うまになる・モテ自己ブランディング成功法 おチャレンジャー・シリーズ（2019年）
- 神ひろし・緊急出版! 「写真で作る・LINEスタンプの作り方」 : コロナ自粛・在宅で稼ぐ為に（2020年）